# Diplopanax stachyanthus
Diplopanax stachyanthus är en kornellväxtart som beskrevs av Hand.-mazz. Diplopanax stachyanthus ingår i släktet Diplopanax och familjen kornellväxter. Inga underarter finns listade i Catalogue of Life.